# Fraxinus texensis
Fraxinus texensis är en syrenväxtart som först beskrevs av Asa Gray, och fick sitt nu gällande namn av Charles Sprague Sargent. Fraxinus texensis ingår i släktet askar, och familjen syrenväxter. Inga underarter finns listade i Catalogue of Life.

## Bildgalleri

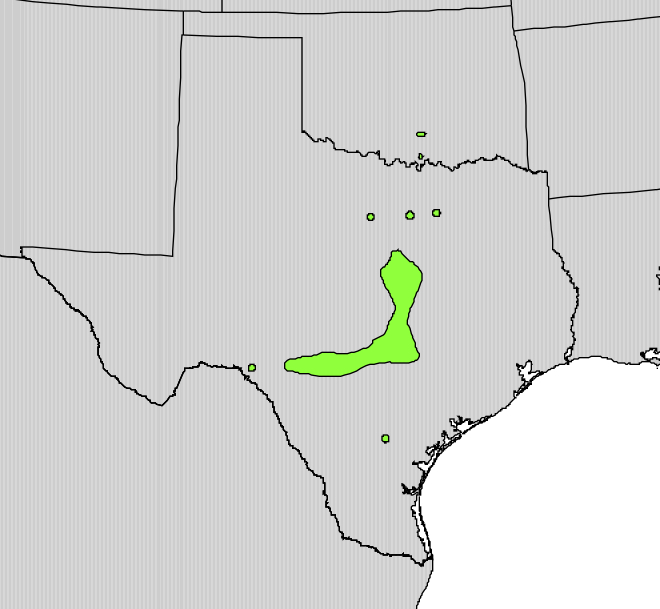